# Marie Sochor
Marie Sochor, née en 1975 à Prague, est une réalisatrice, plasticienne et éditrice française d'origine tchèque. Elle vit et travaille à Paris.

## Biographie
En 1999, Marie Sochor commence ses études à l'Université Panthéon-Sorbonne où elle effectue un master et un master 2 en arts plastiques et sciences de l'art.
Lors de sa licence, elle participe à sa première exposition collective en 2001 au château de Plaisir dans les Yvelines et, alors qu'elle termine ses études, elle est sélectionnée au 48e Salon de Montrouge, en 2003.
En 2004, elle participe au 6e Festival des Cinémas différents et expérimentaux de Paris avec l'exposition Tapis Rouge où elle présente sa première Performance bibliophage. Elle propose au public des textes à manger qui sont imprimés sur des feuilles azymes avec de l'encre alimentaire.
En 2005, elle est invitée au Marché de la poésie à Paris. La même année, elle signe et mange ses éditions comestibles à la librairie Images modernes.
En 2006, dans le cadre de la manifestation Le Tas d'esprit, organisé par l'artiste Ben, elle participe à l'exposition présentée par la galerie Lara Vincy : Après Dada, la part belle entre discontinuité et continuité.
En 2009, elle est en résidence à Mains d’œuvres à Saint-Ouen.
En 2007, Marie Sochor crée les éditions du Bas Parleur consacrées au livre d'artiste et au multiple.
Depuis 5 ans, Marie Sochor organise des ateliers et des workshops sur la pratique du livre d'artiste ainsi que sur les liens entre art et nourriture à l’Université Paris-VIII, dans des centres d'art, mais aussi pour des publics scolaires.

## Travaux

### Films, installations vidéos
- 2020: Se mettre à table, triptyque vidéo, 13min49
- 2020: Cracher le morceau, installation vidéo, boules de papier
- 2020: Masque de pâté, masque de beauté, vidéo, 2min09
- 2009 : La Religieuse au chocolat, installation vidéo, Festival Côté court de Pantin[6]
- 2008 : Le Repas, projection vidéo sur table blanche, 48min[7]
- 2002 : La Femme rouge, film super8, 7min
- 2002:  Le Gommage du livre, film super8, 3min30
- 2002 : Écrire sur un autre, film super8, 3min30

### Créations plastiques
- 2020 : Pour un art comestible
- 2020 : Ultima Cena
- 2018 : Le Ver luisant, sérigraphie
- 2017 : Termites Life
- 2014 : Post-it, blocs de post-it imprimés[8]
- 2014 : Le Poisson d'argent, sérigraphie
- 2012 : Les Termites, sérigraphie
- 2008 : Série noire
- 2006 : Livre gommé. La Folie du jour de Maurice Blanchot, Coll blanche, Gallimard, nouvelle édition

### Publications
- Une petite tranche de pâté ?, 2002
- Texte à chier, 2004
- Une purée de pois m'anéantit la vue de votre estomac, Édition comestible, 2004, 1 placard ; 29 cm + pochette d'emballage ; 40 cm
- M'aimes-tu autant que ton ventre, 2005
- Un intestin me pousse, 2005
- Elle écarte la langue, 2005
- Un reste de langue coincé entre les dents, 2005
- Les psoques : poux des livres, 2006, 40 exemplaires
- Parcours intestinal, 2007
- Histoires de cul, 2007
- Film intestin, 2007
- Insectes bibliophages, Paris, Le Bas parleur, 2012, 64 p. (ISBN 978-2-917572-05-4)
- Animaux bioluminescents, portfolio imprimé à 25 exemplaires, Les éditions du Bas Parleur, Paris, 2016
- Les larves de vers de livres, galerie]s[mortier - hors les mur[s]ur les murs / série Aff. #33,2020
- On The Walls, Thirty Six Posters,Walls Book, galerie]s[mortier, 2021
- Collection Joseph Kouli, catalogue conçu par Aurélien Mole, Paris, 2014
- Les artistes face aux livres, Barbara Denis-Morel (dir.), Paris, Tombolo Presses, mars 2015

## Expositions et Projections (sélection)
- Les convives, une proposition de Marie Sochor – Avec les oeuvres de Corine Borgnet, Francine FLandrin, Marie Losier, Marie-Amélie Porcher, Marie Sochor, Hélèna Villovitch, Galerie Satellite, Paris, 2022
- La Cité sous le ciel,Cité universitaire de Paris, CNEAI, commissariat Sylvie Boulanger, Paris
- Image Mouvement,Galerie Subotica, commissariat Julie Dalouche, Subotica, Serbie
- Cracher le morceau, Galerie Satellite, Paris, 2021
- On The Walls, Galerie Stéphane Mortier, Paris, 2021
- Matière à curiosité, Galerie La Ferronerie, Paris, 2020
- Ding / Unding. The Artist’s Book Unbound, Graphische Sammlung ETH, Zürich, 2019
- Even Smaller, Even Better !, hon/books, Les grands voisins, Paris, 2019. Curator : A. Lefebvre
- Les artistes face aux livres, Commissariat Barbara Denis-Morel, Scriptorial d’Avranches, Avranches, 2015[9]
- Héritiers de Warhol, CJC et Musée d’art moderne de la Ville de Paris, Cinéma Le Grand Action, Paris, 2015[10]